# 乞伏谦屯
乞伏谦屯（?—?），西秦宗室，陇西鲜卑人，是西秦国王乞伏归的兒子。
414年，乞伏炽磐进入南凉国都乐都，命镇南将军弟弟乞伏谦屯为都督河右诸军事、凉州刺史，镇守乐都。415年，乞伏炽磐任命凉州刺史乞伏谦屯为镇军大将军、河州牧。428年，西秦王乞伏暮末即位，任命镇军大将军、河州牧乞伏谦屯为骠骑大将军。